# الکساندر باردینی
الکساندر باردینی (لهستانی: Aleksander Bardini؛ ‏ ۱۷ نوامبر ۱۹۱۳ – ۳۰ ژوئیهٔ ۱۹۹۵) بازیگر اهل لهستان بود.
از فیلم‌ها یا برنامه‌های تلویزیونی که وی در آن نقش داشته‌است، می‌توان به سرنوشت‌های لهستانی، ماری کوری، پروفسور ویلچور، آزمون، جنایت در کاتمونت، هر کجا که باشی، کورچاک، سه رنگ: سفید، ده فرمان ۴، ده فرمان ۲، زندگی دوگانه ورونیکا، پایانی نیست، چشم‌انداز بعد از نبرد و مارپیچ اشاره کرد.